# Langenschönbichl

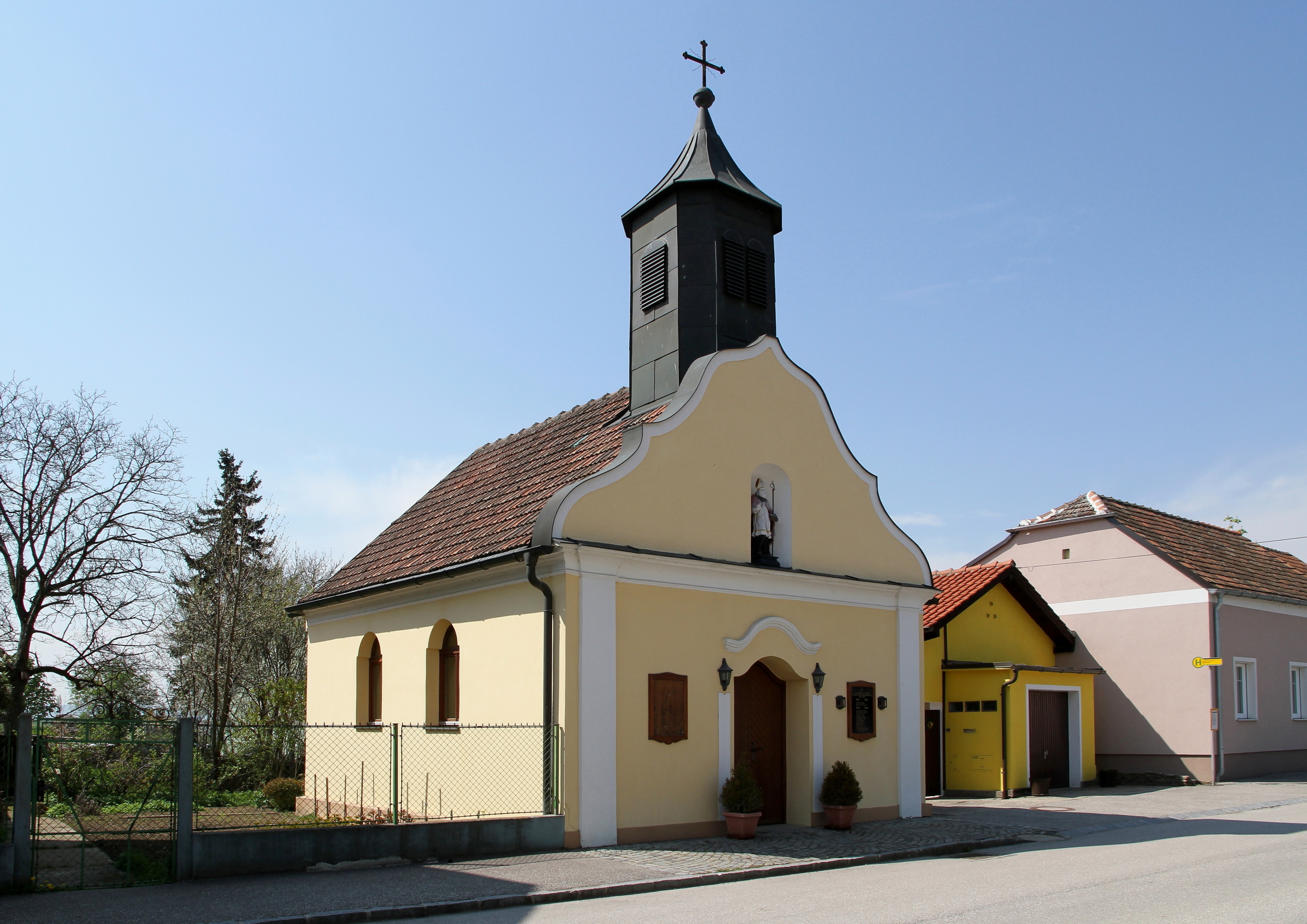
Ortskapelle von Langenschönbichl

Langenschönbichl ist eine Ortschaft und eine Katastralgemeinde der Marktgemeinde Langenrohr im Bezirk Tulln in Niederösterreich. Die Ortschaft hat 465 Einwohner (Stand 1. Jänner 2024).

## Geographie
Langenschönbichl grenzt im Osten an die Bezirksstadt Tulln und im Westen an Zwentendorf. In einer Seehöhe von 178 m bis 182 m erstreckt sich der Ort auf eine Gesamtfläche von 658 ha 12 a 35 m², wovon 317 ha landwirtschaftlich genutzt werden.

## Geschichte
Zwischen 1905 und 1910 wurden hier mehrere Gräber aus der Römerzeit entdeckt. Erstmals urkundlich erwähnt wurde der Ort im Jahr 1289.
Woher das ganz flach gelegene Fischerdorf den Namen „Langenschönbichl“ hat, lässt sich nicht genau feststellen. „Langen“schönbichl heißt es wahrscheinlich wegen der Ausdehnung in der Länge, Langen„schönbichl“ heißt es wahrscheinlich wegen des „schönen“ Büchels (= poetisch: Hügerl ⇒ Büchel heißt in der alten Mundart, wie man sie im Mittelalter benutzte, Bichl) am westlichen Dorfende, der bei den früheren häufigen Hochwassern Zuflucht bot (= das lange Dorf am schönen Bichl).
Franz Xaver Schweickhardt beschrieb die Einwohner, die überwiegend Ackerbau betrieben, mit einer eher bedeutungslosen Grundbestiftung; auf ihren Äckern zogen sie Korn, Gerste, Wickengerste (Gerste mit Wicken gemischt) und Hafer. Weiters war die Viehzucht von Bedeutung und auch der Obstbau möge nicht unerwähnt bleiben.
Im Jahr 1822 wurde der Ort als Dorf mit 42 Häusern genannt, das nach Langenrohr eingepfarrt war, wohin auch die Kinder eingeschult wurden. Die Herrschaft Judenau besaß die Ortsobrigkeit, übte die Landgerichtsbarkeit aus und besorgte die Konskription. Die Untertanen und Grundholde des Ortes gehörten den Herrschaften Judenau, Zwentendorf und Murstetten. Letzter Inhaber der Herrschaft war Alois Josef Fürst von und zu Liechtenstein, der diese nach den Reformen 1848/1849 auflöste.
Das von den Liechtensteins errichtete sog. Grafenhaus, ein herrschaftliches Jägerhaus, wurde später an Oliver Wass de Czege (1855–1932) veräußert, der der ungarisch-siebenbürgerischen Linie des Grafengeschlechts entstammte.
Von 1874 bis 1972 gab es eine einklassige Volksschule, die von ca. 60 Schülern pro Jahr besucht wurde.
Laut Adressbuch von Österreich waren im Jahr 1938 in Langenschönbichl zwei Gastwirte, zwei Gemischtwarenhändler, eine Milchgenossenschaft, zwei Schmiede, ein Schneider, ein Trafikant, ein Wagner und einige Landwirte ansässig. Zu anderer Zeit war hier auch ein Perlmuttdrechsler tätig. In zwei Milchhäusern lieferten die Bauern früher täglich zweimal die Milch ab, welche mit einem Pferdefuhrwerk zur Bahn nach Tulln gebracht wurde.
Nach dem Zweiten Weltkrieg gab es auch einen Ziegelofen, der die Umgebung mit qualitativ hochwertigen Ziegeln versorgte. Während des Krieges wurde die Raffinerie Moosbierbaum (Donau Chemie) bombardiert. Die Arbeiter suchten Schutz in den Kellern des Dorfes. Damals standen nur noch 60 Wohnhäuser, meist Bauernhäuser deren Bewohner oft sehr kinderreich waren.
Ein Wiener Zahnarzt hielt am Wochenende seine Ordination geöffnet. Auch gab es einen Theaterverein in Langenschönbichl, der jährlich mehrmals lustige und spannende Stücke der Ortsbevölkerung zur Aufführung brachte.
Im Jahr 2015 endete hier der Wings for Life World Run. Der äthiopische Langstreckenläufer Lemawork Ketema siegt nach 79,9 Kilometern.